# Lista das composições de Assis Valente

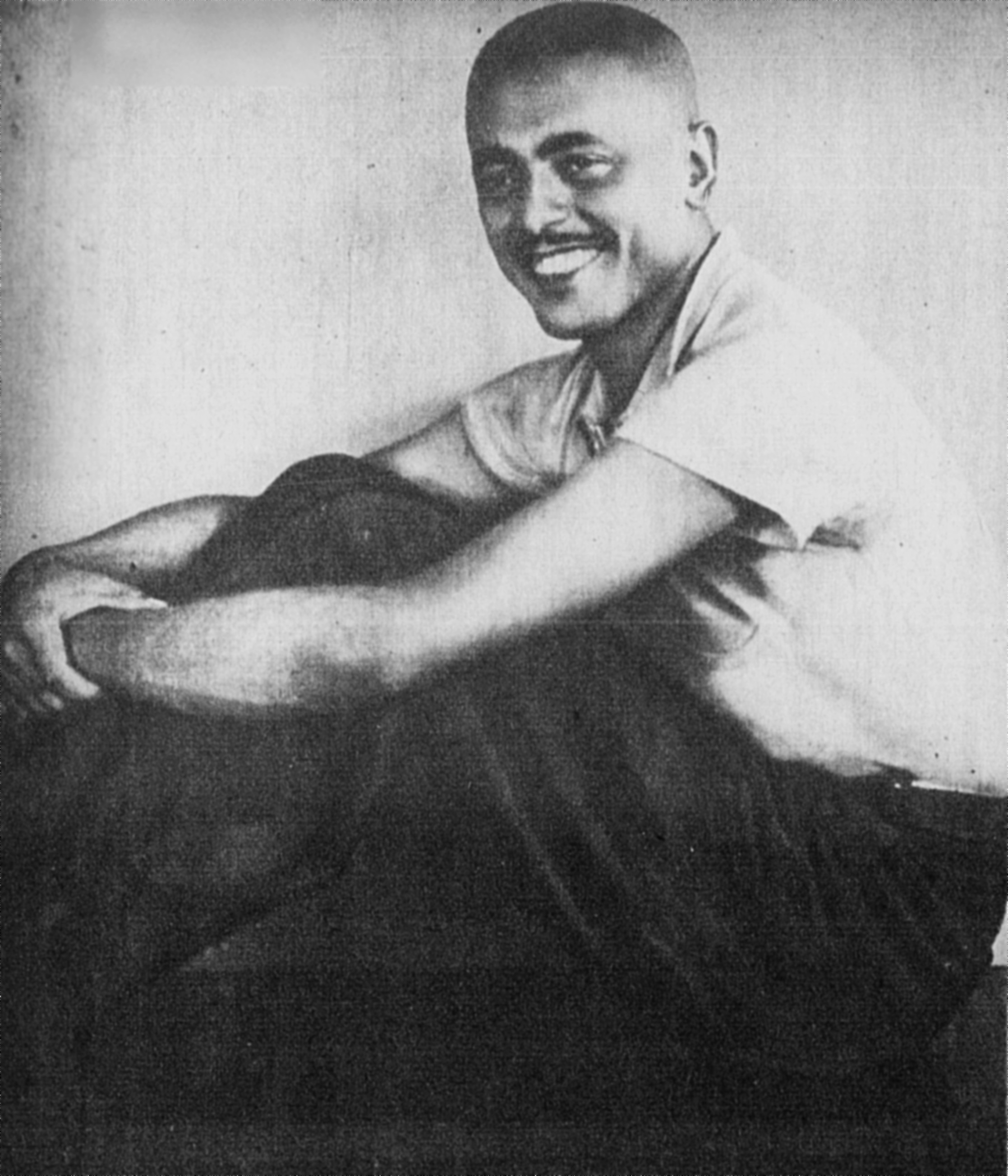
Assis Valente, em 1938.

Esta lista traz todas as composições de Assis Valente, procurando reunir ainda as suas parcerias eventuais, o nome dos intérpretes principais para as respectivas canções, e outros informes.
Valente começou a compor incentivado por Heitor dos Prazeres, havendo iniciado a carreira com "Tem Francesa no Morro", em 1932, uma crítica bem-humorada da mania de se falar francês no Rio de Janeiro; com a grande popularização das marchinhas, antes exclusivamente destinadas ao carnaval, ele inaugurou em 1933 no país a composição de músicas para outras datas festivas, como a música junina (com Cai, Cai, Balão) e natalina (com "Boas Festas"), de forma a abrir portas para que outros compositores a elas se dedicassem.

## Musicografia
Esta a relação das composições de Valente.
| Composição                      | Parceria                           | Ano     | Estilo      | Intérpretes                    |
| ------------------------------- | ---------------------------------- | ------- | ----------- | ------------------------------ |
| A Folia Chegou                  | —                                  | 1938    | marcha      |                                |
| A Infelicidade me Persegue      | —                                  | 1936    | samba       | Sônia Carvalho; Dora Lopes     |
| A Rosa e Vento                  | —                                  | 1940(?) | samba       | Clara Nunes                    |
| A Saudade me Viu                | —                                  | 1938    | samba       | Bando da Lua                   |
| A Semana Findou                 | —                                  | 1950    | samba       |                                |
| A Vida é Boa                    | Herivelto Martins e Francisco Sena | 1934    | marcha      |                                |
| Abre a Boca e Fecha os Olhos    | —                                  | 1933    | samba       | Moreira da Silva               |
| Acabei a Paciência              | —                                  | 1933    | samba       | Jaime Vogeler                  |
| Acorda, São João                | —                                  | 1934    | marcha      | Carmen Miranda, Moraes Moreira |
| Adivinhação                     | —                                  | 1936    | marcha      | Bando da Lua                   |
| Alegria de Palhaço              | —                                  | 1951    | marcha      |                                |
| Alegria                         | Durval Maia                        | 1937    | samba       |                                |
| Amanhã Eu Dou                   | —                                  | 1942    | samba       |                                |
| Amor de Bamba                   | —                                  | 1933    | samba       |                                |
| Ao Romper da Aurora             | Leandro Medeiros                   | 1936    | samba       |                                |
| Apresentação                    | —                                  | 1956    | samba       |                                |
| Arara                           | Leandro Medeiros                   | 1938    | marcha      |                                |
| Armei a Rede                    | Arsênio Ottoni                     | 1951    | baião       |                                |
| Badaladas                       | —                                  | 1935    | marcha      |                                |
| Bate Palmas pra Mineira         | —                                  | 1945    | samba       |                                |
| Batuca no Chão                  | Ataulfo Alves                      | 1945    | batucada    |                                |
| Beijinhos                       | —                                  | 1933    | marcha      |                                |
| Bis                             | Lamartine Babo                     | 1944    | marcha      |                                |
| Boas Festas                     | —                                  | 1933    | marcha      | Marlene                        |
| Bola Preta                      | —                                  | 1938    | marcha      |                                |
| Boneca de pano                  | —                                  | 1950    | samba       | Carmen Costa                   |
| Brasil Pandeiro                 | —                                  | 1940    | samba       |                                |
| Cadê Você meu Bem               | —                                  | 1934    | samba       |                                |
| Cai, Cai, Balão                 | —                                  | 1933    | marcha      |                                |
| Cai, Sereno                     | —                                  | 1939    | batucada    |                                |
| Camisa Listrada                 | —                                  | 1937    | choro       | Marlene                        |
| Cansado de Sambar               | —                                  | 1937    | samba       | Marlene                        |
| Cirandinha                      | —                                  | 1936    | marcha      |                                |
| Com Água na Boca                | —                                  | 1957    | marcha      |                                |
| Coração Bateu Demais            | —                                  | 1942    | samba       |                                |
| Coração que Não Entende         | —                                  | 1939    | choro       |                                |
| Dança do Beliscão               | Júlio Zamorano                     | 1949    | marcha      |                                |
| Deixa Comigo                    | —                                  | 1939    | samba       |                                |
| Deixa Está, Jacaré              | Pedro Silva                        | 1937    | marcha      |                                |
| Deixa Isso pra Lá               | Alvinho                            | 1956    | samba       |                                |
| Deixa o Passado                 | —                                  | 1938    | samba       |                                |
| Deixe de Ser Palhaço            | —                                  | 1935    | marcha      |                                |
| Desprezado Sonhador             | Júlio Zamorano e Osvaldo Gouveia   | 1953    | samba       | Ivan de Alencar                |
| Dona Florinda                   | —                                  | 1944    | samba       |                                |
| E Bateu-me a Chapa              | —                                  | 1935    | samba       |                                |
| É do Barulho                    | Zequinha Reis                      | 1935    | marcha      |                                |
| É Duro de se Crer?              | —                                  | 1933    | samba       |                                |
| É Feio, mas é Bom               | —                                  | 1940    | samba       |                                |
| E o mundo não se acabou         | —                                  | 1938    | samba-choro | Marlene                        |
| É Ordem do Rei                  | Castor Vargas                      | 1951    | samba       |                                |
| E por Causa de Você, Ioiô       | —                                  | 1934    | samba       |                                |
| É Sacrifício Demais             | Leandro Medeiros                   | 1939    | samba       |                                |
| Ela Disse que Dá                | —                                  | 1942    | samba       |                                |
| Elogio da Raça                  | —                                  | 1933    | marcha      |                                |
| Esquece Tudo                    | Milton Valente                     | 1940    | samba       |                                |
| Este Samba Foi Feito pra Você   | Humberto Porto                     | 1935    | samba       |                                |
| Etc.                            | —                                  | 1933    | samba       |                                |
| Eu Vivia no Morro               | —                                  | 1936    | samba       |                                |
| Fala, Meu Pandeiro              | —                                  | 1936    | samba       |                                |
| Felismina                       | —                                  | 1933    | marcha      |                                |
| Fez Bobagem                     | —                                  | 1942    | samba       |                                |
| Foi Pouco                       | —                                  | 1938    | samba       |                                |
| Good Bye, Boy                   | —                                  | 1933    | marcha      |                                |
| Gosto Mais do Outro Lado        | —                                  | 1935    | marcha      |                                |
| Isso Não se Atura               | —                                  | 1935    | samba       |                                |
| Já É de Madrugada               | Carlos Perry                       | 1935    | samba       |                                |
| Já que Está Deixa Ficar         | —                                  | 1940    | samba       |                                |
| Jacaré, te Abraça               | —                                  | 1944    | samba       |                                |
| Jarro D'água                    | —                                  | 1939    | samba       | Marlene                        |
| Jeannette                       | Lamartine Babo                     | 1936    | marcha      |                                |
| José do Rancho                  | —                                  | 1952    | rancheira   |                                |
| Lamento                         | —                                  | 1958    | samba       |                                |
| Levante o Dedo                  | —                                  | 1934    | marcha      |                                |
| Lili... Lili                    | —                                  | 1944    | marcha      |                                |
| Lulu                            | —                                  | 1934    | marcha      | Carmen Miranda                 |
| Madame                          | —                                  | 1945    | samba       |                                |
| Mais um Balão                   | —                                  | 1935    | marcha      |                                |
| Mangueira                       | Zequinha Reis                      | 1935    | samba       |                                |
| Marcolina, Marcolina            | —                                  | 1934    | marcha      |                                |
| Maria Boa                       | —                                  | 1936    | samba       | Marlene                        |
| Maria é a Maior                 | Godinho e Julio Zamorano           | 1954    | batucada    |                                |
| Me Segure...                    | —                                  | 1943    | samba       |                                |
| Minha Embaixada Chegou          | —                                  | 1935    | samba       |                                |
| Minha Intenção                  | Nelson Petersen                    | 1937    | samba       |                                |
| Motivos Musicais                | —                                  | 1946    | samba       |                                |
| Não é Proceder                  | Harold White                       | 1935    | samba       |                                |
| Não Quero Não                   | —                                  | 1938    | batucada    |                                |
| Não Sei Pedir seu Coração       | —                                  | 1932    | marcha      |                                |
| Não Sei Se É                    | Leandro Medeiros                   | 1938    | samba       |                                |
| Nêga!                           | —                                  | 1933    | marcha      |                                |
| Negócios de Família             | —                                  | 1936    | marcha      |                                |
| Ninho Desfeito                  | Hortêncio de Aguiar                | 1951    | samba       |                                |
| Nobreza                         | —                                  | 1939    | samba       |                                |
| Noite Azul                      | —                                  | 1941    | marcha      |                                |
| Novela                          | Leandro Medeiros                   | 1937    | samba       |                                |
| O Delegado Mandou               | Osvaldo Gouveia                    | 1953    | samba       |                                |
| O Dia Morreu                    | Oliveira Freitas                   | 1936    | samba       |                                |
| O Dinheiro que Ganho            | —                                  | 1951    | samba       |                                |
| O Meu Não Dá                    | —                                  | 1951    | choro       |                                |
| O Samba Começou                 | —                                  | 1937    | samba       |                                |
| Ô...                            | —                                  | 1936    | marcha      |                                |
| Oba! Oba!                       | —                                  | 1937    | samba       |                                |
| Oi, Maria                       | —                                  | 1933    | samba       |                                |
| Olha à Direita                  | —                                  | 1933    | marcha      |                                |
| Olhando o Céu Todo Estrelado    | —                                  | 1935    | marcha      |                                |
| Onde Canta o Sabiá              | José Carlos Burle                  | 1948    | samba       |                                |
| Pão de Acúcar                   | Artur Costa                        | 1934    | samba       |                                |
| Pão-duro                        | Luiz Gonzaga                       | 1946    | marcha      |                                |
| Para Onde Irá o Brasil?         | —                                  | 1933    | marcha      |                                |
| Patrulha Musical                | —                                  | 1948    | samba       |                                |
| Pedacinho de Amor               | —                                  | 1935    | samba       |                                |
| Pensei Que Pudesse te Amar      | —                                  | 1935    | samba       |                                |
| Pequena Endiabrada              | Leandro Medeiros                   | 1940    | marcha      |                                |
| Põe a Chave Embaixo             | —                                  | 1933    | marcha      |                                |
| Por Causa de Você               | —                                  | 1937    | samba       |                                |
| Pra Lá de Boa                   | —                                  | 1933    | marcha      |                                |
| Pra Que Amar                    | —                                  | 1934    | samba       |                                |
| Pra Que Você me Tentou          | Nelson Petersen                    | 1939    | samba       |                                |
| Pra Quem Sabe Dar Valor         | —                                  | 1933    | samba       |                                |
| Procurando a Josefina           | —                                  | 1946    | foxtrote    |                                |
| Projeto 1000                    | Salvador Miceli                    |         |             |                                |
| Quando eu queria você           | Milton Amaral                      | 1934    | marcha      |                                |
| Que é Que a Maria Tem           | —                                  | 1937    | samba       |                                |
| Quem Dorme no Ponto é Chauffeur | —                                  | 1944    | batucada    |                                |
| Quem Duvidar Que Apareça        | —                                  | 1942    | samba       |                                |
| Querer bem                      | Penélope                           | 1951    | samba       |                                |
| Quero um Samba                  | Júlio Zamorano                     | 1948    | samba       |                                |
| Recadinho de Papai Noel         | —                                  | 1934    | marcha      |                                |
| Recenseamento                   | —                                  | 1940    | samba       | Marlene                        |
| Sai de Baixo                    | Álvaro da Silva                    | 1956    | marcha      |                                |
| Sapateia no Chão                | —                                  | 1956    | marcha      |                                |
| Se a Gente... Quando Gostasse   | —                                  | 1933    | samba       |                                |
| Se Você Deixar                  | —                                  | 1937    | marcha      |                                |
| Sem Você Não Há Prazer          | —                                  | 1936    | samba       |                                |
| Sinos da Penha                  | —                                  | 1934    | samba       |                                |
| Só Conheço Uma                  | —                                  | 1937    | marcha      |                                |
| Sodade Furadeira                | Abreu Junior                       | 1955    | toada       |                                |
| Sou da Comissão de Frente       | —                                  | 1934    | samba       |                                |
| Tão Grande, tão Bobo            | —                                  | 1934    | marcha      | Carmen Miranda                 |
| Té Já                           | —                                  | 1935    | marcha      | Marlene                        |
| Té Logo, Sinhá                  | —                                  | 1943    | samba       |                                |
| Tem Francesa no Morro           | —                                  | 1932    | samba       |                                |
| Tenho Raiva do Luar             | —                                  | 1934    | marcha      |                                |
| Tive Que me Mudar               | —                                  | 1949    | samba       |                                |
| Triste verão                    | —                                  | 1935    | marcha      |                                |
| Tristeza                        | Zequinha Reis                      | 1937    | samba       |                                |
| Um Jarro D'água                 | —                                  | 1939    | samba       |                                |
| Uva de Caminhão                 | —                                  | 1939    | samba       | Carmen Miranda                 |
| Vem comigo                      | Jocelino Reis                      | 1936    | marcha      |                                |
| Vestidinho de Iaiá              | —                                  | 1943    | marcha      |                                |
| Viva a Penha                    | Joswaldo Toscano Dantas            | 1955    | batucada    |                                |
| Você quer ser livre desse mundo | Roberto Azevedo                    | 1936    | samba       |                                |
| Vou espalhando por aí           | —                                  | 1935    | marcha      |                                |